# Tommaso Gessi
Tommaso Carlo Francesco Maria Raffaele Gessi, conte, patrizio di Faenza (Faenza, 23 settembre 1844 – Faenza, 21 maggio 1913), è stato un nobile e politico italiano.

## Biografia
Era figlio del conte Giuseppe Antonio Gessi, Patrizio di Faenza, Presidente dell’Accademia Filarmonica e di Maria dei conti Troni di Imola. La famiglia Gessi era una nobile dinastia trapiantata nel XV secolo in Val di Lamone, e che vantava nei secoli primarie cariche cittadine e grazie di vari sovrani. 
Il conte Tommaso Gessi fu dal 1872 socio della Società geografica italiana, eletto deputato al parlamento nazionale nelle legislature XIII e XIV dal 1876 al 1882, sindaco di Faenza dal 1886 al 1888, consigliere e vice-presidente della provincia di Ravenna, fautore della linea ferroviaria Faenza-Firenze, assessore del comune di Faenza dal 1899 al 1901, nominato Senatore del Regno nel 1908, tra i fautori dell’Esposizione Torricelliana del 1908, nonché Presidente del Comizio Agrario dal 1873 al 1913. Ospitò il Carducci nella sua villa di Sarna. 
Sposò in prime nozze Laura, figlia del Conte Domenico Zauli Naldi e della Contessa Elena, nata Pallavicini Centurione, da cui ebbe cinque figli.